# هربرت جونسون
هربرت جونسون (بالإنجليزية: Herbert Johnson)‏ هو نقابي وسياسي أسترالي، ولد في 25 أكتوبر 1889 في أستراليا، وتوفي في 10 يوليو 1962 في نفس البلد. حزبياً، نشط في حزب العمال الأسترالي. وقد انتخب عضو مجلس النواب الأسترالي عن دائرة Division of Kalgoorlie ‏ (16 نوفمبر 1940 – 14 أكتوبر 1958).